# Octava
Slovo octava je ve španělsky mluvících zemích termín pro osminu některých základních jednotek měření.
- v Paraguayi : jedna octava = 7,2 gramu = 1/8 onza = 1/64 libry
- ve Španělsku : jedna octava = 104,5 mm = 1/8 vara

## alternativní název
Alternativní název je také mince

## Použitý zdroj
- Malý slovník jednotek měření, vydalo nakladatelství Mladá fronta v roce 1982, katalogové číslo 23-065-82